# Lucious Jackson
Lucious Brown "Luke" Jackson (San Marcos, Texas, 31 de octubre de 1941-Houston, Texas, 12 de octubre de 2022) fue un jugador de baloncesto estadounidense que disputó 8 temporadas de la NBA, todas ellas en Philadelphia 76ers. Con 2,05 metros de altura, jugaba indistintamente en las posiciones de ala pívot y pívot.

## Trayectoria deportiva

### Universidad
Jugó un año en la Universidad de Texas Southern, y posteriormente otras tres temporadas con los Broncs de la Universidad de Texas Pan American, con los que conseguiría el título de la NAIA en 1963, quedando finalista al año siguiente. En ambas ocasiones fue elegido en el mejor quinteto del torneo. En el total de su carrera universitaria promedió 21,9 puntos y 18 rebotes por partido.

## Selección de Estados Unidos
Fue elegido para representar a su país con la Selección de baloncesto de Estados Unidos en los Tokio 1964, donde ganaron la medalla de oro. También fue convocado para el Campeonato Mundial de Baloncesto de 1963 celebrado en Río de Janeiro, donde acabaron en cuarta posición.

### Profesional
Fue seleccionado en la cuarta posición del Draft de la NBA de 1964 por Philadelphia 76ers, equipo en el que transcurriría toda su carrera profesional. Su primera temporada fue la más destacada, ya que promedió 14,8 puntos y 12,9 rebotes por partido, lo que hizo por un lado que fuera incluido en el Mejor quinteto de rookies de la NBA, y por otro, que fuera elegido para disputar su único All-Star Game. fue compañero de equipo durante 4 temporadas de Wilt Chamberlain, con el que consiguió ganar su único anillo de Campeón de la NBA en 1967, rompiendo la racha de 8 títulos consecutivos de Boston Celtics.
Se retiró al término de la temporada 1971-72, tras ocho temporadas en las que promedió 9,9 puntos y 8,8 rebotes por partido.

## Estadísticas de su carrera en la NBA
| * | Campeón de la NBA |

### Temporada regular
| Año      | Equipo       | PJ  | MPP  | %TC  | %TL  | RPP  | APP | PPP  |
| -------- | ------------ | --- | ---- | ---- | ---- | ---- | --- | ---- |
| 1964–65  | Philadelphia | 76  | 34.1 | .414 | .713 | 12.9 | 1.2 | 14.8 |
| 1965–66  | Philadelphia | 79  | 24.9 | .401 | .738 | 8.6  | 1.7 | 8.2  |
| 1966–67† | Philadelphia | 81  | 29.3 | .438 | .759 | 8.9  | 1.4 | 12.0 |
| 1967–68  | Philadelphia | 82  | 31.3 | .433 | .719 | 10.6 | 1.7 | 11.8 |
| 1968–69  | Philadelphia | 25  | 33.6 | .437 | .711 | 11.4 | 2.2 | 14.4 |
| 1969–70  | Philadelphia | 37  | 15.8 | .392 | .741 | 5.4  | 1.4 | 5.5  |
| 1970–71  | Philadelphia | 79  | 22.5 | .376 | .693 | 7.2  | 1.9 | 6.7  |
| 1971–72  | Philadelphia | 63  | 17.2 | .396 | .692 | 4.9  | 1.4 | 5.8  |
| Total    | Total        | 522 | 26.4 | .415 | .722 | 8.8  | 1.6 | 9.9  |

### Playoffs
| Año   | Equipo       | PJ | MPP  | %TC  | %TL   | RPP  | APP | PPP  |
| ----- | ------------ | -- | ---- | ---- | ----- | ---- | --- | ---- |
| 1965  | Philadelphia | 11 | 29.2 | .338 | .781  | 7.2  | 2.2 | 10.3 |
| 1966  | Philadelphia | 5  | 32.6 | .429 | .818  | 8.8  | 1.6 | 12.0 |
| 1967† | Philadelphia | 15 | 36.2 | .398 | .725  | 11.7 | 2.0 | 11.0 |
| 1968  | Philadelphia | 13 | 33.2 | .392 | .686  | 8.8  | 1.2 | 11.4 |
| 1970  | Philadelphia | 5  | 14.6 | .474 | 1.000 | 6.6  | .6  | 4.0  |
| 1971  | Philadelphia | 7  | 22.9 | .421 | .700  | 8.7  | 1.6 | 5.6  |
| Total | Total        | 56 | 30.2 | .389 | .743  | 9.1  | 1.6 | 9.7  |